# یاری هروی مذهب
یاری هروی مُذَهّب، نقاش، خوشنویس و شاعر سده دهم هجری است.
وی پس از آموختن فنون نقاشی به صورت ابتدایی، به سفارش امیر علیشیر نوایی تحت تعلیم تذهیب‌کاران بزرگ هرات قرار گرفت و به زودی در نقاشی مهارت یافت. می‌گویند مهر سلطان حسین بایقرا را با قلم مو تقلید کرده بود و بدین سبب به مرگ محکوم شد، اما به وساطت امیر علیشیر نوایی از قتل نجات یافت. با وجود آنکه در تذکره‌ها او را جزو تذهیب‌کاران آورده‌اند او علاوه بر تذهیب، خط نستعلیق را عالی می‌نوشت و گاهی در میان مرقع‌ها قطعاتی به خط او دیده می‌شود که مهارتش را در نستعلیق نشان می‌دهد. شعر نیز می‌گفت.
او به مولانا یاری نیز شهرت داشت. این هنرمند تا اوائل سلطنت شاه اسماعیل صفوی می‌زیست.
او هم عصر با یاری هروی کاتب و یاری شیرازی می‌زیست که تشابه اسمی و تشابه تخصص نباید موجب اشتباه در یکی دانستن آنها شود.

## آثار
بسیاری از قطعات خطوط سلطان‌علی مشهدی، سلطان محمد نور و سلطان محمد خندان را که به قلم زر یا سفیداب یا رنگه نوشته شده و در کتابخانه‌های استانبول نگهداری می‌شود را او تحریر کرده که نهایت دقت و هنرش را نشان می‌دهد.
همچنین از آثار او به این موارد می‌توان اشاره کرد:
- دو قطعه از مرقع مالک دیلمی، که اشعاری از خود اوست، به قلم سه دانگ و نیم دو دانگ عالی و خوش، با رقم: «المحرره یاری المذهب...» و «لمحرره... مشقه یاری»
- یک قطعه از مرقع امیر غیب بیگ، به قلم نیم دو دانگ خوش رنگه محرر، با رقم: «لمحرره یاری المذهب»
- تذهیب و طلاکاری نسخهٔ «خمسه» امیر علیشیر نوایی، با رقم: «خمسه میر علیشیر نوایی به خط قبلة الکتاب مولانا سلطانعلی المشهدی و به مذهبی مولانا یاری...».